# St. Laurentius (Wald)

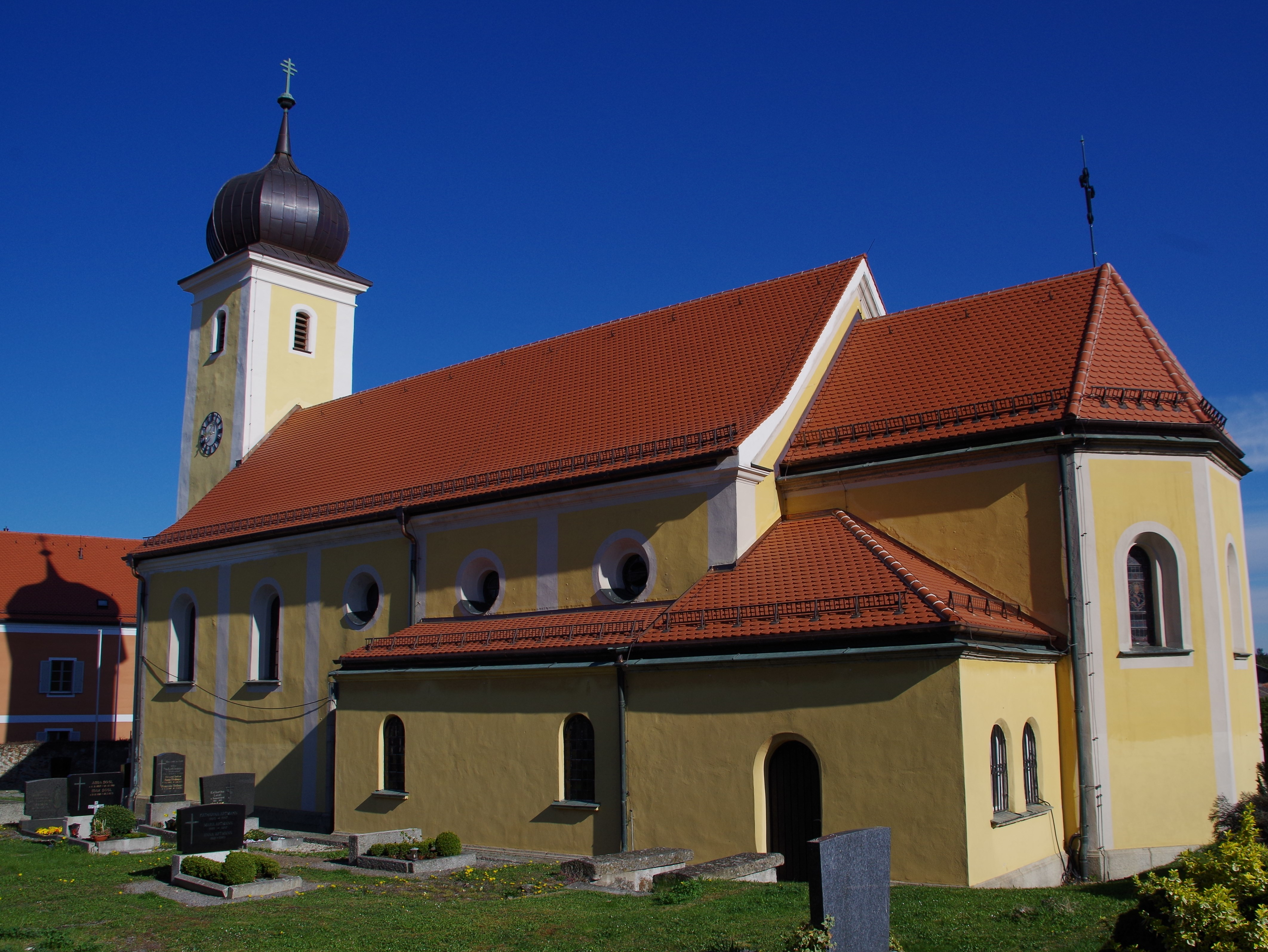
St. Laurentius (Wald)

Die römisch-katholische, denkmalgeschützte Pfarrkirche St. Laurentius steht in Wald, einer Gemeinde im Landkreis Cham in der Oberpfalz. Die Kirche gehört zum Bistum Regensburg. Das Bauwerk ist unter der Denkmalnummer D-3-72-169-1 als Baudenkmal in die Bayerische Denkmalliste eingetragen.

## Beschreibung
Das Langhaus der Saalkirche, das mit einem Satteldach bedeckt ist, wurde im 18. Jahrhundert errichtet. Der eingezogene, dreiseitig geschlossene Chor im Osten wurde 1890 im neugotischen Baustil erneuert. Der Fassadenturm im Westen, der mit einer Zwiebelhaube bedeckt ist, wurde 1740 erbaut. 
Der Innenraum des Langhauses ist mit einem Stichkappengewölbe überspannt, der des Chors mit einem Netzgewölbe. Im Erdgeschoss des Fassadenturms befindet sich ein Teil eines spätgotischen Sakramentshauses. Zur Kirchenausstattung gehört ein Hochaltar, dessen Altarretabel mit der Darstellung des heiligen Laurentius von Säulen flankiert wird.